# Hernanes
Anderson Hernanes de Carvalho Viana Lima, kurz Hernanes, (* 29. Mai 1985 in Recife) ist ein ehemaliger brasilianischer Fußballspieler.

## Karriere

### Verein
Hernanes spielte in seiner Jugend bei Unibol-PE und wurde 2000 von den São Paulinos entdeckt, die ihn in ihre Jugendmannschaft aufnahmen. Zur Saison 2005 rückte er erstmals in den Profikader und konnte in seiner ersten Saison bereits 16 Spiele bestreiten. Am Ende der Saison konnte er mit seiner Mannschaft die Staatsmeisterschaft von São Paulo gewinnen. Trotz der Erfolge wurde er im Sommer 2006 an den EC Santo André verliehen, um mehr Spielpraxis zu sammeln. Ein Jahr später kehrte er zu São Paulo zurück, etablierte sich als Stammspieler im Team und feierte am Saisonende den Meistertitel. In der Saison 2008 konnte er diesen Erfolg mit seiner Mannschaft wiederholen und wurde erneut in die Mannschaft des Jahres gewählt. Im Januar 2009 wählte ihn die britische Tageszeitung The Times auf Platz 1 bei der Wahl zu den 50 besten zukünftigen Fußballspielern.
Am 6. August 2010 unterzeichnete er einen Vertrag über fünf Jahre bei Lazio Rom. Medienberichten zufolge bezahlten die Römer 10 Millionen Euro für die Dienste des brasilianischen Mittelfeldspielers. Als Stammspieler der Römer konnte Hernanes in 156 Pflichtspielen 41 Tore erzielen und 2013 die Coppa Italia gewinnen. Am 31. Januar 2014 wechselte Hernanes zu Inter Mailand. Er unterschrieb einen Vertrag bis zum 30. Juni 2018. Inter soll für Hernanes, der bei seinem emotionalen Abschied aus Rom Tränen vergossen hat, 17 Millionen Euro gezahlt haben. Am 31. August 2015 wechselte Hernanes für elf Millionen Euro zum italienischen Rekordmeister Juventus Turin.
Am 9. Februar 2017 wechselte Hernanes für acht Millionen Euro zu Hebei China Fortune. Die Ablösesumme kann durch Bonuszahlungen auf zehn Millionen Euro steigen. Im Juli des Jahres wurde Hernanes nach Brasilien an seine alte Wirkungsstätte São Paulo bis für ein Jahr ausgeliehen. Aufgrund einer Vertragsklausel beendete Hebei die Leihe Anfang 2018 vorzeitig. Nachdem er mit Hebei 2018 die Meisterschaft in China gespielt hatte, wechselte er Ende Dezember 2018 für drei Millionen Euro fest zu São Paulo. Dort war er anschließend zweieinhalb Jahre aktiv und ging dann im Sommer 2021 weiter zu Sport Recife. Nach sechs Monaten wurde sein auslaufender Vertrag nach dem Abstieg in die Série B nicht mehr verlängert und nach kurzer Vereinslosigkeit beendete Hernanes dann seine aktive Karriere.

### Nationalmannschaft
Im Jahre 2008 wurde Hernanes erstmals in die Brasilianische Fußballnationalmannschaft berufen. Seinen ersten internationalen Einsatz hatte er beim Spiel gegen Schweden am 26. März 2008. Er gehörte auch zum Kader für die Olympischen Sommerspiele 2008 in Peking. Gleich im Eröffnungsspiel erzielte er den einzigen Treffer beim 1:0-Sieg gegen Belgien. Im Halbfinale des Turnieres unterlag er mit seinem Team der Konkurrenz aus Argentinien, gewann gegen Belgien im Spiel um Platz 3 allerdings die Bronzemedaille.
2013 nahm Hernanes mit der Seleção am Konföderationen-Pokal in seinem Heimatland teil. In dem Turnier, das von Brasilien gewonnen werden konnte, stand Hernanes in allen fünf Spielen seiner Mannschaft auf dem Platz, wobei er allerdings viermal nur als Einwechselspieler zum Einsatz kam.

## Erfolge
São Paulo
- Brasilianischer Meister: 2007, 2008
- Staatsmeisterschaft von São Paulo: 2005

Lazio
- Italienischer Pokalsieger: 2012/13

Juventus
- Italienischer Pokalsieger: 2015/16
- Italienischer Meister: 2015/16

Nationalmannschaft
- Olympisches Fußballturnier: Bronzemedaille 2008
- FIFA-Konföderationen-Pokal: 2013
- Weltmeisterschafts-Vierter: 2014

## Auszeichnungen
- Fußballer des Jahres in Brasilien:
  - Prêmio Craque do Brasileirão: 2008
    - auch Auswahl des Jahres 2007, 2008, 2009, 2017

  - Bola de Prata: 2007, 2008, 2017